# Armeria (botanica)
Armèria Willd., 1809 è un genere di piante erbacee perenni appartenenti alla famiglia delle Plumbaginacee.
Il nome del genere deriverebbe dalla parola celtica armer (ar = presso e mer = mare).

## Descrizione

### Radici
La radice è costituita da un grosso fittone legnoso di 1-(2) cm di diametro che si ramifica sottoterra.
Il fittone (a quanto osservato in  Armeria arenaria) ha colore scuro e il suo legno è tendente al rosa nel secco.

### Fusto
Il fusto, quando presente, è molto corto e racchiuso da una guaina tubolare, glabro oppure densamente ricoperto da una sottile peluria (pubescente). A volte assume un aspetto rugoso e le foglie si sviluppano al suo apice.

### Foglie
Le foglie sono sessili e si presentano in rosette basali. La lamina è molto lunga e stretta (lanceolata) ed il margine è liscio, dentato, e con un margine ialino liscio o finemente denticulato (osservabile al microscopio).

### Infiorescenza
L'inflorescenza è costituita da una spighetta, portante generalmente 3 fiori, che risulta avvolta da due brattee interfiorali ed, esternamente a queste, tre serie di squame (o brattee involucrali). Strutturalmente si ha un capolino che nella fase giovanile risulta avvolto da una guaina che si ripiega verso il basso a maturità.

### Fiore
I fiori sono raggruppati in spighette costitute da due o tre fiori separati da bratteole papiraceae, e protetti da una brattea della spighetta. Le spighette sono a loro volta riunite in capolini.
Il calice è imbutiforme e costituito da 10 piccole costole, 5 primarie e 5 secondarie ricoperte da una fine peluria solamente sulle nervature primarie oppure sia sulle primarie che secondarie o ancora su tutta la sua superficie, raramente glabro. Alla base l’attaccatura del peduncolo sul calice asimmetrica forma uno “sperone” .
I sepali sono membranacei. I petali assumono, a seconda della specie, una colorazione variabile dal bianco al viola scuro. I filamenti portanti le antere sono saldati alla base della corolla. Il fiore presenta 5 stili  fusi alla base che si presenta ricoperta da una leggera peluria alla base dell'apice. Gli stimmi sono lineari, papillosi oppure lisci, il morfo di tipo papilloso so può accettare solo il polline di tipo A, mentre il polline clavato accetta solo polline di tipo B..
Un individuo possiede o polline di tipo B e stili papille si oppure polline di tipo A e stili lisci clavati cosicché si riduca l’autoimpollinazione.
Ivresen (1940) ha dimostrato come il dimorfismo pollinico sia presente solo nelle popolazioni a basse latitudini mentre quasi assente nelle popolazioni di Armeria artiche. Le stagioni corte e il rischio di non riuscire a portare a termine l’impollinazione hanno sfavorito il dimorfismo pollinico.

### Frutti
Il calice è l'unità primaria di dispersione, in quanto il seme non viene liberato all'esterno ma è il calice che viene disperso. Questo contiene un singolo seme coperto da parte spugnosa.
La dispersione è favorita dal vento e dagli animali (passiva).

## Distribuzione e habitat
Il genere è presente in America, Europa e Asia, dal clima artico fino a quello mediterraneo. Nel mediterraneo la Spagna rappresenta l’hotspot di diversità nel genere. Si ritrovano alcune specie (Armeria maritima subsp. californiana) in America settentrionale e sulle Ande in Sud America (Armeria maritima subsp. andina).

## Tassonomia

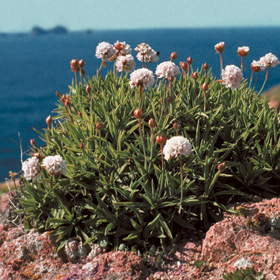
Armeria berlengensis

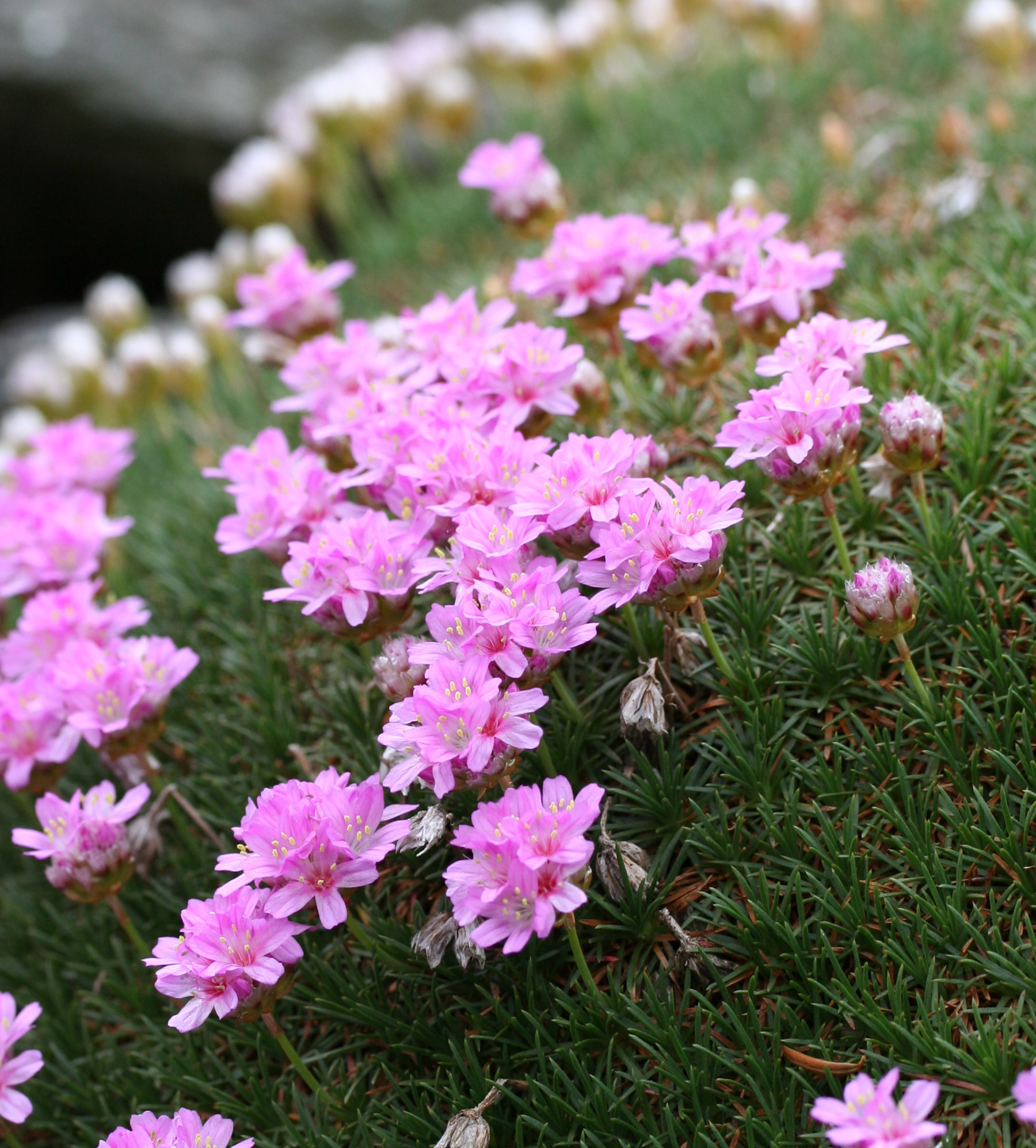
Armeria duriaei

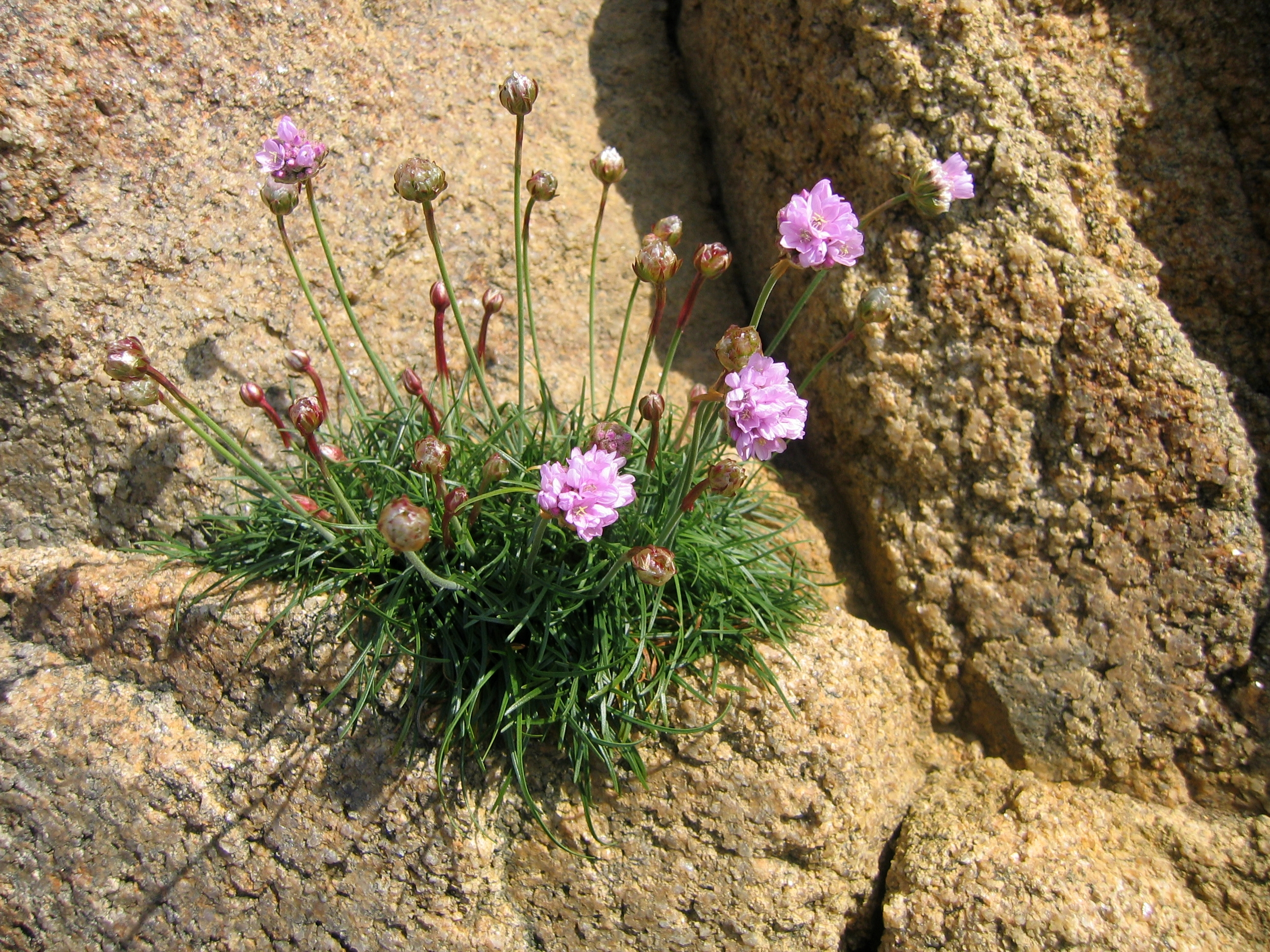
Armeria maritima

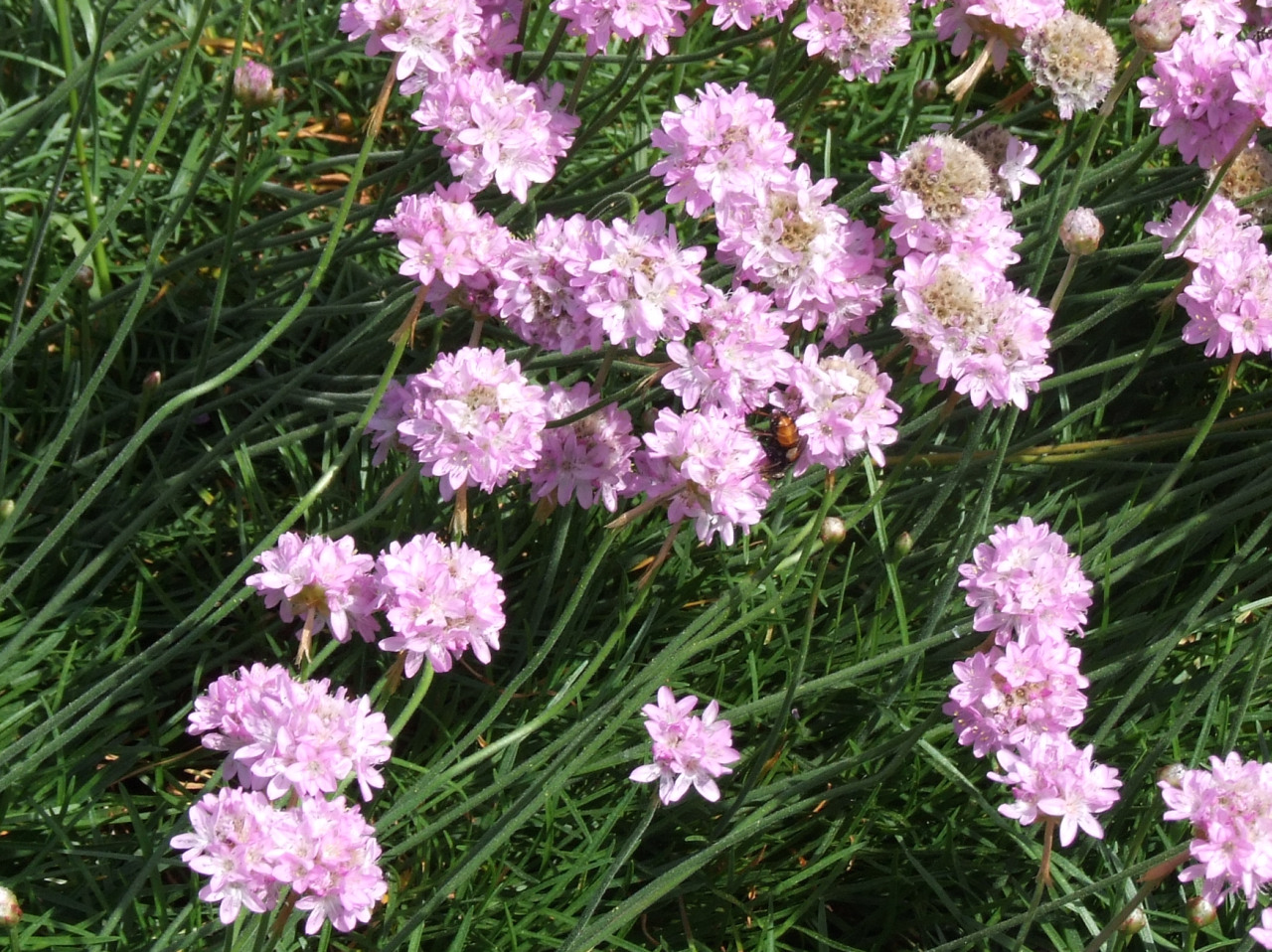
Armeria pseudarmeria

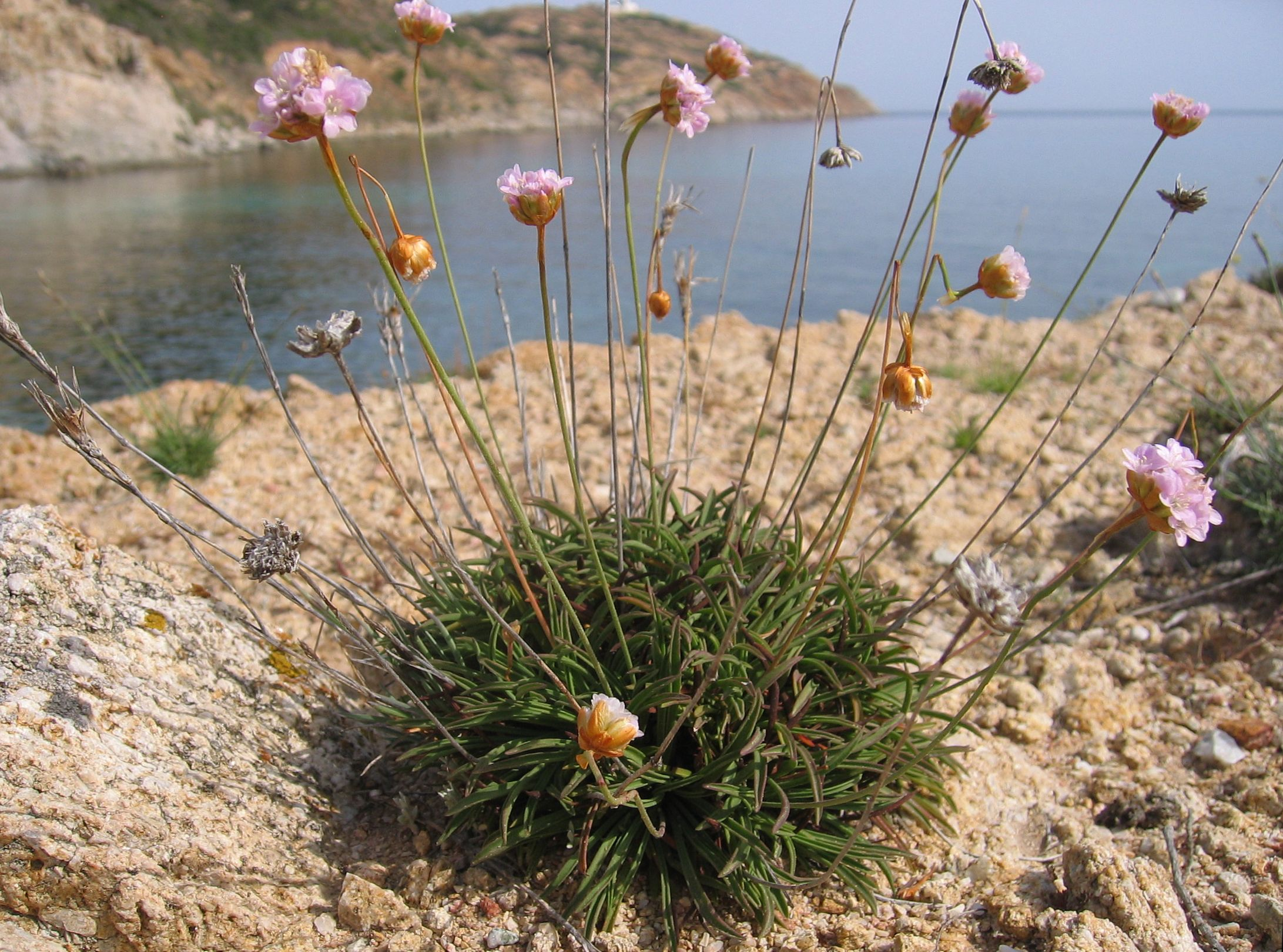
Armeria soleirolii

Il genere Armeria comprende le seguenti specie:
- Armeria alboi (Bernis) Nieto Fel.
- Armeria alliacea (Cav.) Hoffmanns. & Link
- Armeria alpina (DC.) Willd.
- Armeria alpinifolia Pau & Font Quer
- Armeria apollinaris Sennen & Mauricio
- Armeria arcuata Welw. ex Boiss. & Reut.
- Armeria arenaria (Pers.) F.Dietr.
- Armeria aspromontana Brullo, Scelsi & Sampinato
- Armeria atlantica Pomel
- Armeria beirana Franco
- Armeria belgenciensis Donad. ex Kerguélen
- Armeria berlengensis Daveau
- Armeria bigerrensis (Pau ex C.Vicioso & Beltrán) Pau ex Rivas Mart.
- Armeria bourgaei Boiss. ex Merino
- Armeria brutia Brullo, Gangale & Uzunov
- Armeria caballeroi (Bernis) Donad.
- Armeria caespitosa (Ortega) Boiss.
- Armeria canescens (Host) Boiss.
- Armeria cantabrica Boiss. & Reut. ex Willk.
- Armeria capitella Pau
- Armeria cariensis Boiss.
- Armeria × carnotana Blanco-Dios
- Armeria castellana Boiss. & Reut. ex Leresche
- Armeria castrovalnerana Alejandre, Barredo & M.J.Escal.
- Armeria castroviejoi Nieto Fel.
- Armeria choulettiana Pomel
- Armeria ciliata (Lange) Nieto Fel.
- Armeria × cintrana Taul.Gomes
- Armeria colorata Pau
- Armeria curvifolia Bertero
- Armeria denticulata (Bertol.) DC.
- Armeria duriaei Boiss.
- Armeria ebracteata Pomel
- Armeria eriophylla Willk.
- Armeria euscadiensis Donad. & Vivant
- Armeria filicaulis (Boiss.) Boiss.
- Armeria fontqueri Pau
- Armeria gaditana Boiss.
- Armeria genesiana Nieto Fel.
- Armeria girardii (Bernis) Litard.
- Armeria godayana Font Quer
- Armeria grajoana Casim.-Sor.Solanas & Cabezudo
- Armeria helodes F.Martini & Poldini
- Armeria hirta Willd.
- Armeria hispalensis Pau
- Armeria humilis (Link) Schult.
- Armeria icarica Edm.
- Armeria johnsenii Papan. & Kokkini
- Armeria langei Boiss.
- Armeria leonis Sennen
- Armeria leucocephala Salzm. ex W.D.J.Koch
- Armeria linkiana Nieto Fel.
- Armeria macrophylla Boiss. & Reut.
- Armeria macropoda Boiss.
- Armeria maderensis Lowe
- Armeria majellensis Boiss.
- Armeria malacitana Nieto Fel.
- Armeria malinvaudii H.J.Coste & Soulié
- Armeria maritima (Mill.) Willd.
- Armeria masguindalii (Pau) Nieto Fel.
- Armeria mauritanica Wallr.
- Armeria merinoi (Bernis) Nieto Fel. & Silva Pando
- Armeria morisii Boiss.
- Armeria muelleri A.L.P.Huet
- Armeria multiceps Wallr.
- Armeria nebrodensis (Guss.) Boiss.
- Armeria neglecta Girard
- Armeria × nieto-felineri Rivas Mart. & al.
- Armeria pauana (Bernis) Nieto Fel.
- Armeria × pilariae Sánchez Gullón, Muñoz Rodr. & Polo Ávila
- Armeria pinifolia (Brot.) Hoffmanns. & Link
- Armeria pocutica Pawł.
- Armeria pseudarmeria (Murray) Mansf.
- Armeria pubigera (Desf.) Boiss.
- Armeria pubinervis Boiss.
- Armeria pungens (Brot.) Hoffmanns. & Link
- Armeria quichiotis (Gonz.Albo) A.W.Hill
- Armeria rhodopea Velen.
- Armeria rothmaleri Nieto Fel.
- Armeria rouyana Daveau
- Armeria rumelica Boiss.
- Armeria ruscinonensis Girard
- Armeria × salmantica (Bernis) Nieto Fel.
- Armeria sampaioi (Bernis) Nieto Fel.
- Armeria sancta Janka
- Armeria sardoa Spreng.
- Armeria saviana Selvi
- Armeria seticeps Rchb.
- Armeria simplex Pomel
- Armeria soleirolii (Duby) Godr.
- Armeria spinulosa Boiss.
- Armeria splendens (Lag. & Rodr.) Webb
- Armeria sulcitana Arrigoni
- Armeria tingitana Boiss. & Reut.
- Armeria trachyphylla Lange
- Armeria transmontana (Samp.) G.H.M.Lawr.
- Armeria trianoi Nieto Fel.
- Armeria trojana Bokhari & Quézel
- Armeria undulata (Bory & Chaub.) Boiss.
- Armeria vandasii Hayek
- Armeria velutina Welw. ex Boiss. & Reut.
- Armeria villosa Girard
- Armeria welwitschii Boiss.

### Specie spontanee in Italia
Tra le specie spontanee in Italia vi sono:
- Armeria maritima Willd., nota col nome di Spillone. Si tratta di una specie erbacea perenne alta 20-25 centimetri, tipica dei luoghi erbosi e pietrosi. Fiorisce tra maggio e settembre, è una pianta cespitosa, glabra o a volte pelosa, con fiori piccoli imbutiformi di colore rosa o porporino, riuniti in capolini terminali avvolti da brattee scariose. I frutti sono costituiti da capsule contenenti molti semi.
- Armeria alpina Willd., frequente nei pascoli delle zone sassose delle Alpi, chiamata volgarmente Spillone alpino o Spilli di dama. È una pianta erbacea perenne cespitosa, con foglie basali, lineari-lanceolate, glabre, fiori di colore rosa-chiaro, riuniti in capolini isolati, portati da scapi floreali alti 20-40 centimetri, con i lobi del calice lungamente aristati e con petali ottusi o tronchi.
- Armeria pungens (Brot.) Hoffmanns. & Link, tipica delle dune sabbiose lungo i litorali salmastri della Sardegna e della Corsica. È chiamata volgarmente Rosa marina o Marerosa, con fioritura da maggio a giugno. Si tratta di una pianta con fusti lignificati alla base portanti numerose foglie di colore verde chiaro, lineari, acuminate, i fiori riuniti in grandi capolini tondeggianti o emisferici, inguainati da un involucro membranoso, con un secondo involucro di brattee coriacee dal margine scarioso e a stretto contatto con i fiori, che mostrano un calice imbutiforme speronato, la corolla di colore rosa-chiaro. Presentano 5 petali con 5 stami ed un pistillo con ovario infero, sormontato da 5 stili filamentosi e pelosi. Il frutto secco e membranoso è indeiscente.

Tra le specie e relative cultivar coltivate come piante ornamentali vi sono:
- Armeria alliacea (Cav.) Hoffmanns. & Link, di piccola taglia ha un'altezza intorno ai 10 centimetri.
- Armeria maritima Willd., con numerose cultivar dai fiori variamente colorati dal rosa-chiaro al rosa-lilla, che sono portati da steli alti fino a 25 centimetri, che si alzano dal cuscino formato dal minuto fogliame verde chiaro.
- Armeria pseudarmeria (Murr.) Mansf., con fioritura estiva, porta infiorescenze globulari di colore rosa-vivo, alta fino a 50 centimetri.

## Usi
Come pianta ornamentale è utilizzata nei giardini per la formazione di bordure, macchie isolate, giardini rocciosi e per la coltivazione in vaso sui terrazzi. Predilige esposizioni in pieno sole, terreno soffice e sabbioso, annaffiature moderate. La moltiplicazione avviene con la semina estiva, o con la divisione dei cespi in autunno e primavera.

### Proprietà medicinali
- L'infuso di foglie raccolte d'estate hanno proprietà astringenti.
- L'infuso delle parti aeree per uso esterno serve per gargarismi, sciacqui e irrigazioni.

## Conservazione
Nell'Unione europea, ai sensi della Direttiva 92/43/CEE del Consiglio del 21 maggio 1992, relativa alla conservazione degli habitat naturali e seminaturali e della flora e della fauna selvatiche, alcune specie appartenenti al genere Armeria sono state inserite negli Allegati II e V alla direttiva, che includono le "specie animali e vegetali di interesse comunitario la cui conservazione richiede la designazione di zone speciali di conservazione" e le "specie il cui prelievo nella natura ed il cui sfruttamento potrebbero formare oggetto di misure di gestione".